# Нильссон, Нильс Хериберт
Нильс Хериберт-Нильссон (швед. Nils Heribert-Nilsson; 26 мая 1883 — 3 августа 1955) — шведский ботаник и генетик.

## Биография
Нильс Хериберт-Нильссон родился 26 мая 1883 года в Скиварпе, ландскап Сконе.
В 1915 году Хериберт-Нильссон получил степень доктора философии в Лундском университете по защите диссертации «Die Spaltungserscheinungen der Oenothera lamarckiana». С 1934 до 1948 года он был профессором ботаники Лундского университета.
Хериберт-Нильссон был активным исследователем в селекции растений. Его самое важное исследование касается рода "Ива и его таксономии, осложненной частой гибридизацией. Среди его исследований было изучение гибридизации видов «Salix viminalis» и «Salix caprea».
В 1943 Хериберт-Нильссон был избран членом Шведской королевской академии наук.
Нильс Хериберт-Нильссон умер 3 августа 1955 года.

## Отдельные научные труды
- «Die Spaltungserscheinungen der Oenothera lamarckiana», Phd. D. Thesis, 1915.
- «Experimentelle Studien über Variabilität, Spaltung, Artbildung und Evolution in der Gattung Salix», 1918.
- «Synthetische Bastardierungsversuche in der Gattung Salix», 1930.
- «Linné, Darwin, Степанова: trenne biografiska skisser» («Linnaeus, Darwin, Степанова: three biographic sketches»), popular science, 1930.
- «Der Entwicklungsgedanke und die moderne Biologie» («The thought development and modern biology»), 1941.
- «Synthetische Artbildung: Grundlinien einer exakten Biologie», 2 vols., 1953.